# أدالبيرت فالك
أدالبيرت فالك (بالألمانية: Adalbert Falk)‏ هو محامي وقاضي وسياسي ألماني، ولد في 10 أغسطس 1827 في بولندا، وتوفي في 7 يوليو 1900 في هام في ألمانيا. حزبياً، نشط في الحزب المحافظ الحر ‏. وقد انتخب عضو مجلس النواب البروسي وانتخب عضو مجلس النواب الألماني للإمبراطورية الألمانية (5 فبراير 1874 – 22 ديسمبر 1876).